# Honoríficos para os mortos no judaísmo
Entre os honoríficos no judaísmo, existem vários títulos honoríficos para os mortos tradicionais que são usados para nomear e falar do falecido. Diferentes títulos honoríficos podem ser aplicados de acordo com a situação especial do falecido. Estes títulos honoríficos são frequentemente encontrados em lápides, em muros memoriais dentro do santuário de sinagogas, em discursos, e por escrito, como nos obituários.
Na escrita, é mais comum usar o nome seguido por uma abreviação de um título honorífico, quer em Hebraico ou Português. Por exemplo, veja gráfico.

## Gráfico de comparação
O gráfico seguinte mostra diferentes títulos honoríficos utilizados, juntamente com a sua sigla em Hebraico e Português, sua tradução, as formas masculinas e femininas, o tipo de pessoa a quem o título honorífico é aplicado, e exemplos.
| Abreviação em Português | Abreviação em Hebraico | Frase completa em hebraico                                                                  | Frase completa em hebraico                                                                  | Tradução para o Português                                                            | Quando é usado                                                        | Exemplo |
| Abreviação em Português | Abreviação em Hebraico | Para um homem                                                                               | Para uma mulher                                                                             | Tradução para o Português                                                            | Quando é usado                                                        | Exemplo |
| ----------------------- | ---------------------- | ------------------------------------------------------------------------------------------- | ------------------------------------------------------------------------------------------- | ------------------------------------------------------------------------------------ | --------------------------------------------------------------------- | --- |
| Z"L                     | ז״ל                    | זיכרונו לברכה zikhrono livrakha                                                             | זיכרונה לברכה zikhronah livrakha                                                            | de abençoada memória; ou possa a sua memória ser uma bênção ou bendita a sua memória | Figura não rabínica                                                   | David Randomberg Z"L ou David Randomberg ז״ל ou "em memória de Moise Safra Z’L"                                  |
| A"H                     | ע״ה                    | עליו השלום alav ha-shalom                                                                   | עליה השלום aleha ha-shalom                                                                  | a paz esteja com ele/ela                                                             | Figura não rabínica                                                   | Joshua Randomstein A"H ou Joshua Randomstein ע״ה                                                                 |
| ZT"L ou ZTz"L           | זצ״ל                   | זכר צדיק לברכה zekher tzadik livrakha                                                       | זכר צדיק לברכה zekher tzadik livrakha                                                       | Possa a memória do justo ser uma bênção                                              | um santo ou uma pessoa justa                                          | Rabbi Moshe Feinstein ZT"L ou Rabbi Moshe Feinstein ZTz"L ou Rabbi Moshe Feinstein זצ״ל                          |
| ZK"L                    | זק״ל                   | זכר קדוש לברכה zekher kadosh livrakha                                                       | זכר קדוש לברכה zekher kadosh livrakha                                                       | Possa a memória do santo ser uma bênção                                              | mártir justo (incluindo aqueles assassinados por inimigos dos judeus) | Rabbi Avraham Yitzchak Bloch ZK"L ou Rabbi Avraham Yitzchak Bloch זק״ל                                           |
| n/a                     | זצוקללה״ה              | זכר צדיק וקדוש לברכה לחיי העולם הבא zekher tzadik v'kadosh livrakha, l'chayei ha'olam ha-ba | זכר צדיק וקדוש לברכה לחיי העולם הבא zekher tzadik v'kadosh livrakha, l'chayei ha'olam ha-ba | Possa a memória do justo e do santo ser uma bênção para o mundo vindouro             | seleto grupo de personagens históricos                                | Avraham Avinu (possa a memória do santo e justo ser uma bênção para o mundo vindouro) ou Avraham Avinu זצוקללה״ה |
| HY"D                    | הי״ד                   | השם ינקום דמו Hashem yinkom damo                                                            | השם ינקום דמה Hashem yinkom dama                                                            | Possa Hashem vingar seu sangue                                                       | Judeus martirizados ou judeus mortos pelos antissemitas               | Hana "Hanička" Bradyová HY"D ou Hana "Hanička" Bradyová הי״ד                                                     |

## Títulos honoríficos gerais
Alguns títulos honoríficos podem ser usados para qualquer indivíduo. Estes títulos honoríficos geralmente não são usados para rabinos ou outras pessoas especiais, uma vez que os títulos honoríficos específicos para essas pessoas são utilizados em vez disso, como um sinal de honra e respeito. Ver abaixo.

### De abençoada memória
O título honorífico mais comum é "de abençoada memória," ou "que sua memória seja uma bênção". e a transliteração hebraica é "zikhrono livrakha" (m.) / "zikhronah livrakha" (f.) (Hebraico: (f.) "זיכרונה לברכה" \ (m.) "זיכרונו לברכה"). É muitas vezes abreviado em Português  como “Z'L” ou “Z"L” A abreviatura hebraica é "ז״ל."
Ao mencionar o nome de seus pais falecidos até 12 meses do falecimento, é costume acrescentar a expressão "Arêni caparat mishcavô" para o pai e "Arêni caparat mishcavá" para a mãe significando “Que eu seja a expiação pelos seus atos.” 
Após 12 meses, a expressão “De abençoada memória” é usada para o masculino como "Zichronô livrachá" e para o feminino como "Zichroná livrachá".
Embora no passado fosse comum usar essa expressão também para pessoas vivas  No Talmude Babilônico, é mencionado que uma pessoa deveria dizer esta expressão sobre seu pai morto, além da frase "Eu sou a expiação de sua cama".

### A paz esteja com ele/ela
Uma alternativa é o título honorífico "A paz esteja com ele/ela." Pode ser traduzido também como "Que ele descanse em paz". A versão hebraica é "alav ha-shalom" (m.) / "aleha ha-shalom" (f.) (Hebraico: (m.)  "עליו השלום" / (f.) "עליה השלום"). É muitas vezes abreviado em Português  como “A"H.” A abreviatura hebraica é "ע״ה."
Esta frase é o mesmo que o honorífico islâmico "paz esteja com ele" (o qual é usado para todos profetas do Islã).

### Possa Hashem vingar seu sangue
Este título honorífico "Possa Hashem vingar seu sangue" é utilizado para um indivíduo não rabínico que pereceu como resultado de anti-semitismo, por exemplo pogroms ou Holocausto. A versão hebraica é "Hashem yinkom damo" (m.) / "Hashem yinkom dama" (f.) e em hebraico: (f.) "ינקום דמה" \ (m.) "השם ינקום דמו." É muitas vezes abreviado em Português  como “HY"D”. A abreviatura hebraica é "הי״ד."